# Pomporrutas imperiales
Pomporrutas imperiales es un curtmetratge espanyol dirigit el 1976 dirigit per Fernando Colomo i protagonitzat per Félix Rotaeta, Miguel Arribas i Carmen Maura. El nom de la pel·lícula és un joc de paraules, una deformació d'una de les estrofes de l'himne falangista Montañas nevadas (voy por rutas imperiales ...).

## Sinopsi
Dos homes espanyols d'edat mitjana, l'actor de televisió Calvo i Casado, antics companys d'escola, es troben en una botiga de discos vint anys després. Comencen a evocar records d'aquells anys i canten antics himnes falangistes. Aleshores un d'ells es torna boig i comença a trencar coses. i sortirà a la llum un fet d'importància vital que s'havia mantingut ocult.

## Premis
Medalles del Cercle d'Escriptors Cinematogràfics
| Any  | Categoria           | Resultat   |
| ---- | ------------------- | ---------- |
| 1976 | Millor curtmetratge | Guanyadora |